# 戴尔·W·彼得森号护航驱逐舰
戴尔·W·彼得森号护航驱逐舰（英語：USS Dale W. Peterson，舷号：DE-337），是美国海军于第二次世界大战期间建造的一艘埃德索尔级护航驱逐舰，其舰名取自在珊瑚海海战中阵亡的海军十字勋章及飞行优异十字勋章获得者戴尔·威廉·彼得森（Dale William Peterson）少尉。
该舰由少尉的母亲冠名，于1943年10月25日在德克萨斯州奥兰治联合钢铁厂铺设龙骨，随后于12月22日下水。1944年2月17日，戴尔·W·彼得森号正式服役，交由阿尔文·安东尼·海罗（Alvin Anthony Hero）少校指挥。

## 设计与装备
埃德索尔级护航驱逐舰的设计与巴克利级护航驱逐舰类似，均采用长船体并建有较高的舰桥。该级护航驱逐舰配备3英寸（76毫米）50倍径单装主炮，后续曾计划更换为5英寸（127毫米）38倍径主炮，但最终没有实际执行。该级护航驱逐舰由4台费尔班克斯-莫尔斯38D8-1/8-10内燃机提供动力，总功率最高可达6000匹马力，最高航速21节。其燃料舱可携带312吨重油，在12节航速下航程可达11000海里。此外，该级舰船还配备有较完善的侦查搜索系统，包括SL或SU水面雷达、SA对空雷达、QC声呐系统以及用于监听潜艇无线电的HF/DF天线。

## 服役历史
1944年4月19日，戴尔·W·彼得森号驶抵诺福克训练核心船员。7月1日，她正式开始执行护航任务，此后直至9月27日，她共护送2批船团前往地中海。11月1日至1945年6月3日，戴尔·W·彼得森号又在美国至英国和法国航线执行了5次跨大西洋护航任务。6月24日，她离开纽约前往关塔那摩湾训练，随后经巴拿马运河进入太平洋，最终于8月7日驶抵圣迭戈，次日，她再次出发向西航行并于9月2日进入珍珠港。戴尔·W·彼得森号随后受命返回东海岸，10月29日，她进入格林科夫斯普林斯封存，随后于次年3月27日退役。1971年1月2日，戴尔·W·彼得森号自美国海军除籍，随后于次年4月10日被出售拆解。

## 荣誉
戴尔·W·彼得森号服役期间所获荣誉如下：
|  |  |  |

| 美国战役奖章 | 欧洲-非洲-中东战役奖章 | 第二次世界大战胜利奖章 |

## 历任舰长
| 姓名       | 译名               | 军衔 | 所属军种       | 任职时间             |
| ---------- | ------------------ | ---- | -------------- | -------------------- |
|            | 阿尔文·安东尼·海罗 | 少校 | 美国海军预备役 | 1944年2月17日        |
|            | 艾伯特·S·比奇洛    | 少校 | 美国海军预备役 | 1945年2月5日         |
|            | 威廉·L·沃恩        | 少校 | 美国海军预备役 | 1945年9月28日        |
|            | 卡尔·E·拉德克利夫  | 中尉 | 美国海军       | 1946年-1946年3月27日 |
| 参考文献： |                    |      |                |                      |